# Inversodicraea garrettii
Inversodicraea garrettii là một loài thực vật có hoa trong họ Podostemaceae. Loài này được (C.H. Wright) G. Taylor mô tả khoa học đầu tiên năm 1953.